# Letnie Grand Prix w kombinacji norweskiej 2006
Letnie Grand Prix w kombinacji norweskiej 2006 – dziewiąta edycja LGP w historii kombinacji norweskiej. Sezon składał się z czterech konkursów indywidualnych i jednego drużynowego. Rozpoczął się 18 sierpnia 2006 roku w Kandersteg, a zakończył 27 sierpnia 2006 w Klingenthal. Tytułu sprzed roku bronił Austriak Christoph Bieler, który zwyciężył także w tej edycji.

## Kalendarz i wyniki
| Lp | Data             | Miejscowość   | Konkurencja           | 1 miejsce                             | 2 miejsce                                   | 3 miejsce                                |
| -- | ---------------- | ------------- | --------------------- | ------------------------------------- | ------------------------------------------- | ---------------------------------------- |
| 1. | 18 sierpnia 2006 | Kandersteg    | Gundersen HS98/15 km  | C. Bieler                             | M. Stecher                                  | J. Lamy-Chappuis                         |
| 2. | 20 sierpnia 2006 | Bischofshofen | HS140/10 km masowy    | F. Gottwald                           | M. Stecher                                  | M. Moan                                  |
| 3. | 23 sierpnia 2006 | Berchtesgaden | HS98/2x7 km drużynowy | Norwegia I Petter Tande · Magnus Moan | Niemcy I Ronny Ackermann · Björn Kircheisen | Austria I Mario Stecher · Felix Gottwald |
| 4. | 25 sierpnia 2006 | Steinbach     | Gundersen HS140/15 km | C. Bieler                             | B. Kircheisen                               | B. Gruber                                |
| 5. | 27 sierpnia 2006 | Klingenthal   | HS140/10 km masowy    | B. Kircheisen                         | R. Ackermann                                | E. Frenzel                               |

## Klasyfikacja końcowa
| Miejsce | Zawodnik         | Punkty |
| ------- | ---------------- | ------ |
| 1.      | Christoph Bieler | 290    |
| 2.      | Mario Stecher    | 266    |
| 3.      | Felix Gottwald   | 212    |
| 4.      | Bernhard Gruber  | 196    |
| 5.      | Marco Pichlmayer | 102    |
| 6.      | Ronny Heer       | 97     |
| 7.      | Marcel Höhlig    | 75     |
| 8.      | Ivan Rieder      | 73     |
| 9.      | Michael Gruber   | 71     |
| 9.      | Matthias Menz    | 71     |